# Rio Briance
O rio Briance é um rio localizado no departamento de Haute-Vienne, em França. É afluente pela margem esquerda do rio Vienne, desaguando neste entre Condat-sur-Vienne e Bosmie-l'Aiguille.
Atravessa as comunas de La Croisille-sur-Briance, Saint-Vitte-sur-Briance, Saint-Méard, Linards, Glanges, Saint-Bonnet-Briance, Saint-Genest-sur-Roselle, Vicq-sur-Breuilh, Saint-Hilaire-Bonneval, Pierre-Buffière, Saint-Jean-Ligoure, Boisseuil, Le Vigen, Solignac, Condat-sur-Vienne, Jourgnac e Bosmie-l'Aiguille.